# Voller Hund

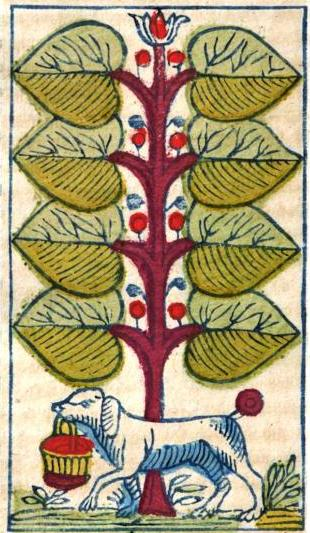
Der Volle Hund; die Laubacht eines Kartenspiels von 1828

Voller Hund, in Österreich auch wahrscheinlich Hundern oder Hundspiel, ist ein Kartenspiel deutscher Herkunft, das für Kinder geeignet ist. Der Name wird vom Hund, nämlich der Laubacht, abgeleitet, die auf alten deutschen Spielkarten einen Hund darstellte.

## Spielregeln
Die Spielregeln in Anlehnung an Gööck sind wie folgt:
Man braucht die gewöhnlichen französischen Spielkarten zu 32 Blatt oder das Skatspiel. Bei französischen Karten ist die Pikacht anstatt der Laubacht der Hund. Ziel ist, die Handkarten so schnell wie möglich abzugeben. Der letzte Spieler, der noch Karten in der Hand hat, ist Verlierer.
Es ist egal ob alle Spieler die gleiche Zahl von Karten haben oder nicht. Der Spieler mit dem Hund muss ihn offen auf dem Tisch ausspielen. Der folgende Spieler (links vom Ausspieler) muss jetzt noch eine Acht zugeben und dann eine beliebige Karte. Wenn er keine Acht hat, muss er passen. Der Reihe nach müssen die Spieler immer zwei Karten ausspielen: die erste muss eine Karte desselben Werts sein; die zweite kann eine beliebige Karte sein. Wenn er keine Karte mit dem gleichen Wert hat, muss er alle offene Karten bis auf dem Hund aufnehmen und seiner Hand hinzufügen. So spielt man fort bis nur noch ein einziger Spieler Karten auf der Hand hat. Der ist der Verlierer oder Hund.